# Représentations diplomatiques à Maurice

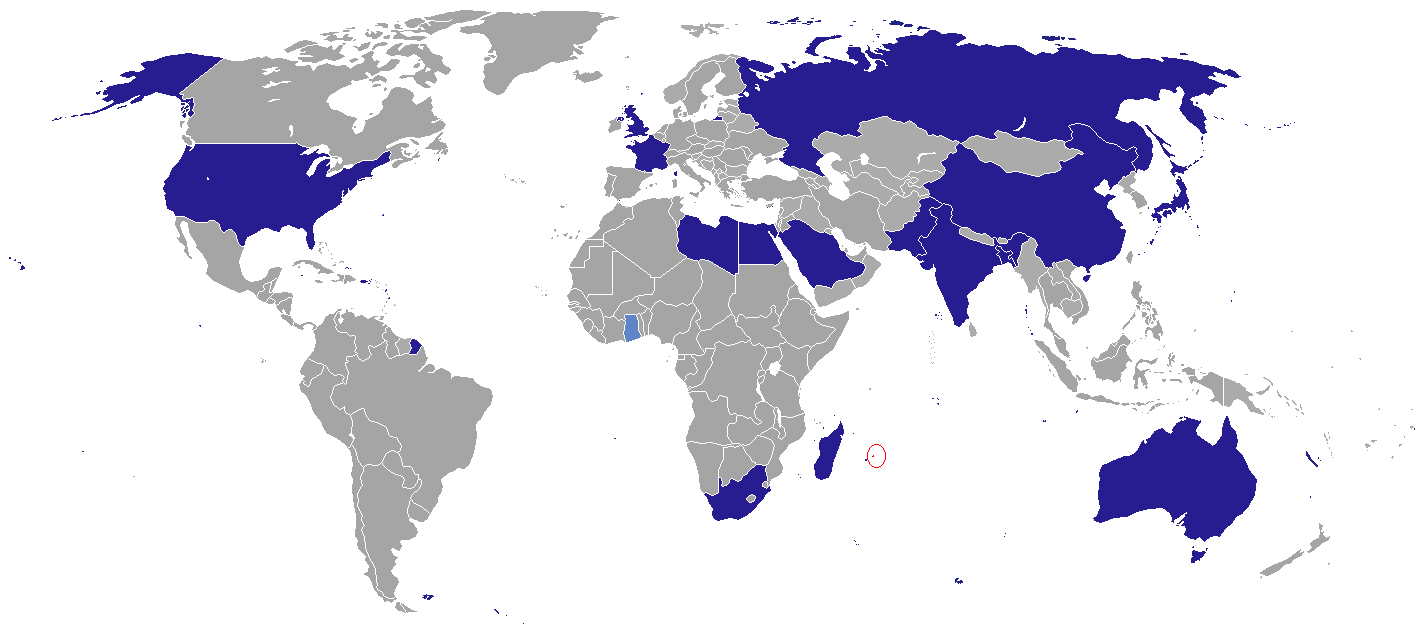
Carte des représentations diplomatiques à Maurice

Ceci est une liste des représentations diplomatiques à Maurice. À l'heure actuelle, la capitale Port-Louis abrite 15 ambassades et hauts-commissariats. Plusieurs autres pays ont des missions accréditées dans d'autres capitales, principalement à Pretoria, Harare, Antananarivo et Londres.

## Ambassades et hauts commissariats à Port Louis
| - Afrique du Sud - Australie - Bangladesh - Chine - Égypte - États-Unis - France - Inde | - Japon - Libye - Madagascar - Pakistan - Russie Ordre de Malte - Royaume-Uni |

## Mission
- Union européenne (Délégation)

## Ambassades et hauts commissariats non résidents
| - Algérie (Antananarivo) - Allemagne (Antananarivo) - Angola (Pretoria) - Arabie saoudite (Pretoria) - Argentine (Pretoria) - Palestine (Dar es Salam) - Autriche (Pretoria) - Barbade (Londres) - Belgique (Dar es Salam) - Bénin (Pretoria) - Birmanie (New Delhi) - Botswana (Harare) - Brésil (Pretoria) - Burkina Faso (Addis-Abeba) - Canada (Pretoria) - Chili (Nairobi) - Chypre (Pretoria) - Comores (Moroni) - Colombie (Pretoria) - Corée du Nord (Antananarivo) - Corée du Sud (Nairobi) - Croatie (Pretoria) - Cuba (Harare) - Danemark (Dar es Salam) - Émirats arabes unis (Islamabad) - Érythrée (Pretoria) - Espagne (Pretoria) - Eswatini (Maputo) - Éthiopie (Harare) - Finlande (Pretoria) | - Gabon (Pretoria) - Grèce (Nairobi) - Guinée (Pretoria) - Hongrie (Nairobi) - Indonésie (Pretoria) - Irak (Nairobi) - Irlande (Pretoria) - Israël (Tel Aviv) - Italie (Pretoria) - Jamaïque (Pretoria) - Koweït (Pretoria) - Lesotho (Pretoria) - Malaisie (Harare) - Malawi (Pretoria) - Mali (Pretoria) - Malte (La Valette) - Maroc (Antananarivo) - Mexique (Pretoria) - Mozambique (Pretoria) - Namibie (Pretoria) - Népal (New Delhi) - Nigeria (Maputo) - Norvège (Harare) - Nouvelle-Zélande (Pretoria) - Oman (New Delhi) - Ouganda (Addis-Abeba) - Pays-Bas (Dar es Salam) - Philippines (Pretoria) - Pologne (Nairobi) - Portugal (Maputo) | - Qatar (New Delhi) - République arabe sahraouie démocratique (Dar es Salaam) - République démocratique du Congo (Dar es Salam) - République du Congo (Addis-Abeba) - Tchéquie (Pretoria) - Roumanie (Pretoria) - Saint-Christophe-et-Niévès (Londres) - Serbie (New York) - Singapour (Singapour) - Slovaquie (Pretoria) - Soudan (Pretoria) - Sri Lanka (Pretoria) - Suède (Harare) - Suisse (Pretoria) - Syrie (Dar es Salam) - Tanzanie (Harare) - Thaïlande (Pretoria) - Trinité-et-Tobago (Pretoria) - Tunisie (Pretoria) - Turquie (Antananarivo) - Vatican (Antananarivo) - Yémen (Addis Ababa) - Zambie (Pretoria) - Zimbabwe (Pretoria) - Venezuela (Pretoria) - Viêt Nam (Rabat) |

## Ancienne ambassade
- Mozambique